# Décembre 1946

## Évènements
- Truman établit une « Commission sur les Droits Civiques ». Elle recommande l’interdiction de la discrimination dans l’emploi, dans les transports publics inter-États, l’établissement d’un Fair Employment Practice Commission permanente, de lois contre le lynchage, la prohibition des « poll taxes ».
- le Sénat des États-Unis approuve l'entrée des États-Unis dans l'ONU.
- le prix Nobel de la paix est attribué aux Américains Emily Greene Balch et John Raleigh Mott.

- 1er décembre : Miguel Alemán Valdés succède à Manuel Ávila Camacho à la présidence du Mexique.

- 5 décembre : la ville de New York est choisie comme siège permanent des Nations unies.

- 7 décembre, France : disparition en mer du Unterseeboot 2326 avec 19 personnes à bord.

- 8 décembre :
  - France : élections au Conseil de la République.
  - Sylvanus Olympio, président de l’assemblée territoriale du Togo.

- 9 décembre : 
  - les États-Unis signent un traité d'amitié avec Tchang Kaï-chek[1].
  - Premier vol propulsé sur la base de Muroc Dry Lake (Californie), du Bell X-1, premier avion-fusée américain, qui atteindra plus tard une vitesse de plus de 2 700 km/h.

- 11 décembre : l'UNICEF est créée par les Nations unies.

- 12 décembre : une résolution de l’ONU condamne le gouvernement franquiste et recommande le rappel des ambassadeurs.

- 15 décembre :
  - dans le nord de l'Iran, l'éphémère République de Mahabad proclamée un an plus tôt est dissoute après la répression de ses institution par l'armée iranienne encouragée par les États-Unis.
  - au Cambodge, le Prince Sisowath Youtevong, dirigeant du Parti démocrate vainqueur des élections, devient Premier ministre;
  - la Thaïlande est admise à siéger à l’Organisation des Nations unies (ONU).

- 16 décembre : 
  - France : Christian Dior ouvre son atelier de haute couture.
  - France : début du troisième gouvernement Blum Président du Conseil jusqu'au 16 janvier 1947 à la tête d'un gouvernement socialiste.

- 19 décembre : clash de Hanoï. Coup de force vietnamien à Hanoï, début de la guerre d'Indochine (fin en 1954).
  - L’armée populaire de la République démocratique du Viêt Nam compte déjà de 80 000 à 100 000 hommes, dont 60 000 réguliers.

- 21 décembre : 
  - Un tremblement de terre de magnitude 8.4 fait 2 000 victimes à Honshū au Japon[2]
  - Vote de la loi sur le service de santé national au Royaume-Uni (National Health Service). Effective le 5 juillet 1948[3].

- 22 décembre :  après sa tentative d’insurrection à Hanoi Hô Chi Minh décide de rentrer dans la clandestinité et confie le gouvernement à Giap, commandant de l’armée populaire.

- 23 décembre :
  - France : loi sur les conventions collectives;
  - France : début de la guerre d'Indochine.

- 31 décembre : 
  - Les derniers soldats français quittent le Liban.
  - Révision constitutionnelle en Équateur. L’agitation sociale oblige Ibarra à convertir le régime en dictature[4].

## Naissances
- 1er décembre : Serge Le Tendre : scénariste de bandes dessinées.
- 2 décembre : Gianni Versace, styliste italien († 15 juillet 1997).
- 3 décembre : Thubten Zopa Rinpoché, moine tibétain de tradition bouddhiste mahayana († 13 avril 2023).
- 4 décembre : Maria Antònia Oliver, romancière espagnole († 10 février 2022).
- 7 décembre : Emily de Jongh-Elhage, femme politique, ancien premier ministre des Antilles Néerlandaises.
- 8 décembre : Gérard Holtz, journaliste et présentateur sportif français.
- 9 décembre : Sonia Gandhi, femme politique, Présidente du parti du congrès de l'Inde, futur premier ministre de l'Inde.
- 10 décembre : Catherine Hiegel, actrice française.
- 14 décembre : 
  - Jane Birkin, chanteuse et actrice française, d'origine britannique († 16 juillet 2023).
  - Lynne Marie Stewart, actrice américaine († 21 février 2025).
- 15 décembre : Jean-Michel Ribes, dramaturge, metteur en scène, réalisateur, scénariste et acteur français.
- 16 décembre : Benny Andersson, un des chanteurs et compositeur du groupe ABBA.
- 17 décembre : 
  - Jayne Eastwood,  actrice canadienne.
  - Eugene Levy, acteur et scénariste.
- 18 décembre : 
  - Steven Spielberg, réalisateur et producteur américain.
  - Steve Biko, militant noir d'Afrique du Sud et une des figures de la lutte anti-apartheid († 12 septembre 1977)
- 21 décembre : C. Jérôme, chanteur français († 14 mars 2000).
- 22 décembre : Pamela Courson, compagne de Jim Morrison, leader des Doors († 25 avril 1974).
- 24 décembre : 
  - Daniel Beretta, chanteur, acteur et spécialiste de doublage vocal. Il a doublé Arnold Schwarzenegger de 1987 à 2020 († 23 mars 2024).
  - Roselyne Bachelot, Femme politique française, ministre de la Santé, de la Jeunesse et des Sports.
- 25 décembre : Jimmy Buffett, chanteur américain († 1er septembre 2023).
- 28 décembre : Pierre Falardeau, cinéaste.
- 29 décembre : 
  - Olimpia Carlisi, actrice italienne.
  - Marianne Faithfull, chanteuse et compositrice britannique († 30 janvier 2025).
- 30 décembre :
  - Patti Smith, musicienne et chanteuse rock, poète
  - Nina Bahinskaja, géologue est militante biélorusse.

## Décès
- 13 décembre : Renée Falconetti, actrice française.
- 25 décembre : 
  - William Claude Dukenfield, dit W. C. Fields, humoriste de vaudeville et acteur américain.
  - Charles Ernest Gault, politicien anglo-québécois.
- 27 décembre : John B.M. Baxter, premier ministre du Nouveau-Brunswick.
- 29 décembre : James Thomas Milton Anderson, premier ministre de la Saskatchewan.